# Sarah Robles
Sarah Robles (1º agosto 1988) è una sollevatrice statunitense, vincitrice di due medaglie di bronzo ai Giochi olimpici di Rio de Janeiro 2016 nella categoria oltre 75 kg e ai Giochi olimpici di Tokyo 2020 nella categoria oltre 87 kg.

## Palmarès
- Giochi olimpici

Rio de Janeiro 2016: bronzo nella categoria +75kg.
Tokyo 2020: bronzo nella categoria +87kg.
- Mondiali

Anaheim 2017: oro nei +90 kg.
- Giochi panamericani

Lima 2019: oro negli 87 kg.
- Campionati panamericani

Città del Guatemala 2010: argento nei +75 kg.
Miami 2017: oro nei +90 kg.
Santo Domingo 2018: oro nei +90 kg.
Città del Guatemala 2019: oro nei +87 kg.
Santo Domingo 2020: oro nei +87 kg.
Bogotà 2022: oro nei +87 kg.
Bariloche 2023: argento nei +87 kg.